# 滝川その美
滝川 その美（たきがわ そのみ、1977年1月5日 - ）は、日本の女性ファッションモデル。
神奈川県出身。ボン・イマージュ所属。鶴見女子中等部卒業。

## 来歴・人物
16歳の時に横浜駅でスカウトされ、モデル業をスタートした（当時の所属はSatoru Japan）。以後「JJ」を皮切りに、複数の女性ファッション誌で活動している。
2012年8月30日、自身のブログで結婚と妊娠を発表。2013年1月29日に第1子となる男児を出産。
2015年7月30日、自身のブログでそれまでの芸名だった「SONOMI」から「滝川その美」に活動名義を変えたことを発表した。
2017年4月7日に第2子となる女児を出産。
プライベートでは美香や藤井悠、仁香、三喜本恵美（旧：佐藤萌実）と交流が深い。

## 出演

### 雑誌
- STORY
- Oggi
- 美的
- marisol
- MAQUIA
- BAILA
- CLASSY
- VoCE
- MORE
- JJ
- sweet
- 美人百花
- mamagirl
- Saita
- GLOW
- RUNA
- Regina
- Luci
- ar
- ef

### CM
- ユニリーバ「Rexena（レセナ）ドライシールド」
- 資生堂「TSUBAKI」
- ユニクロ「サマー・デニム」
- ニチレイ「アセロラドリンク」
- 花王「ステーシア」
- ロレアル「ELESEVE」
- 武田食品工業「ダイエット健康茶」

### 広告
- PARCO
- アトレ恵比寿
- 三井不動産「三井アウトレットパーク」
- オリンパス「美肌モードカメラ」
- カシオ「Baby-G」
- esche( エッシュ)
- Pour Vous
- Ranan
- BALLY
- 阪急百貨店「アンジェロープ」
- D:( ディーコロン)
- NISSEM スマイルセレクション
- ロイヤルアパートメント Rich
- 東芝「ギガビート」
- tocco
- b&f LOOK ME
- ロレアル「エルセーブ」
- JAL ヨーロッパ
- 武田食品工業「ダイエット健康茶」

### カタログ
- アバハウス
- ユナイテッドアローズ
- BEAMS

### Web
- ニッセン
- JAL
- ファシエンス
- 日産自動車「マーチ」

### ショー
- 神戸コレクション

### テレビ
- 女神系GOLF（2008年10月、テレビ朝日）
- シルシルミシル（2010年3月、テレビ朝日）
- 世界!弾丸トラベラー（2010年10月、日本テレビ）
- にじいろジーン (2012年6月2日、関西テレビ/フジテレビ系)

### ラジオ
- J-WAVE『PARADISO』2011年
- TBSラジオ『村上萌のCutie Party』2010年
- TFM『FRIDAYS GOES ON!、あっ、それいただき』

## 書籍
- モデルSONOMIのおしゃれダイアリー（2010年4月3日、幻冬舎）ISBN 978-4344991620